# Peperomia chanchamayana
Peperomia chanchamayana är en pepparväxtart som beskrevs av William Trelease. Peperomia chanchamayana ingår i släktet peperomior, och familjen pepparväxter. Inga underarter finns listade i Catalogue of Life.